# Angra B
Angra B é um sítio arqueológico subaquático integrante do Parque Arqueológico Subaquático da Baía de Angra do Heroísmo, na Ilha Terceira, nos Açores.
O sítio corresponde ao naufrágio de um barco português do século XVII na baía de Angra do Heroísmo, próximo ao cais da Figueirinha, que se encontra a cerca de cinco metros de profundidade.
A mancha de vestígios arqueológicos do sítio é composta por dois núcleos de destroços:
- um aglomerado de pedras grandes utilizadas como lastro, com quinze metros de comprimento por onze de largura; e
- um aglomerado de pedras de menores dimensões, a norte do primeiro.

Esta distribuição em particular faz supor que a embarcação, após embater no recife submerso, perdeu o lastro em duas fases.
Embaixo das pedras de lastro encontram-se restos das madeiras do cavername da embarcação, sendo possível visualisar a quilha e peças de tabuado do forro interior e exterior. Esta embarcação apresenta ainda, como característica peculiar de construção, um forro em chumbo, evidenciando uma construção naval do século XVII.
Junto aos destroços encontram-se uma pequena peça de artilharia em ferro e pequenos artefactos, como cerâmicas e balas de canhão em chumbo.